# Jacques Zillesen

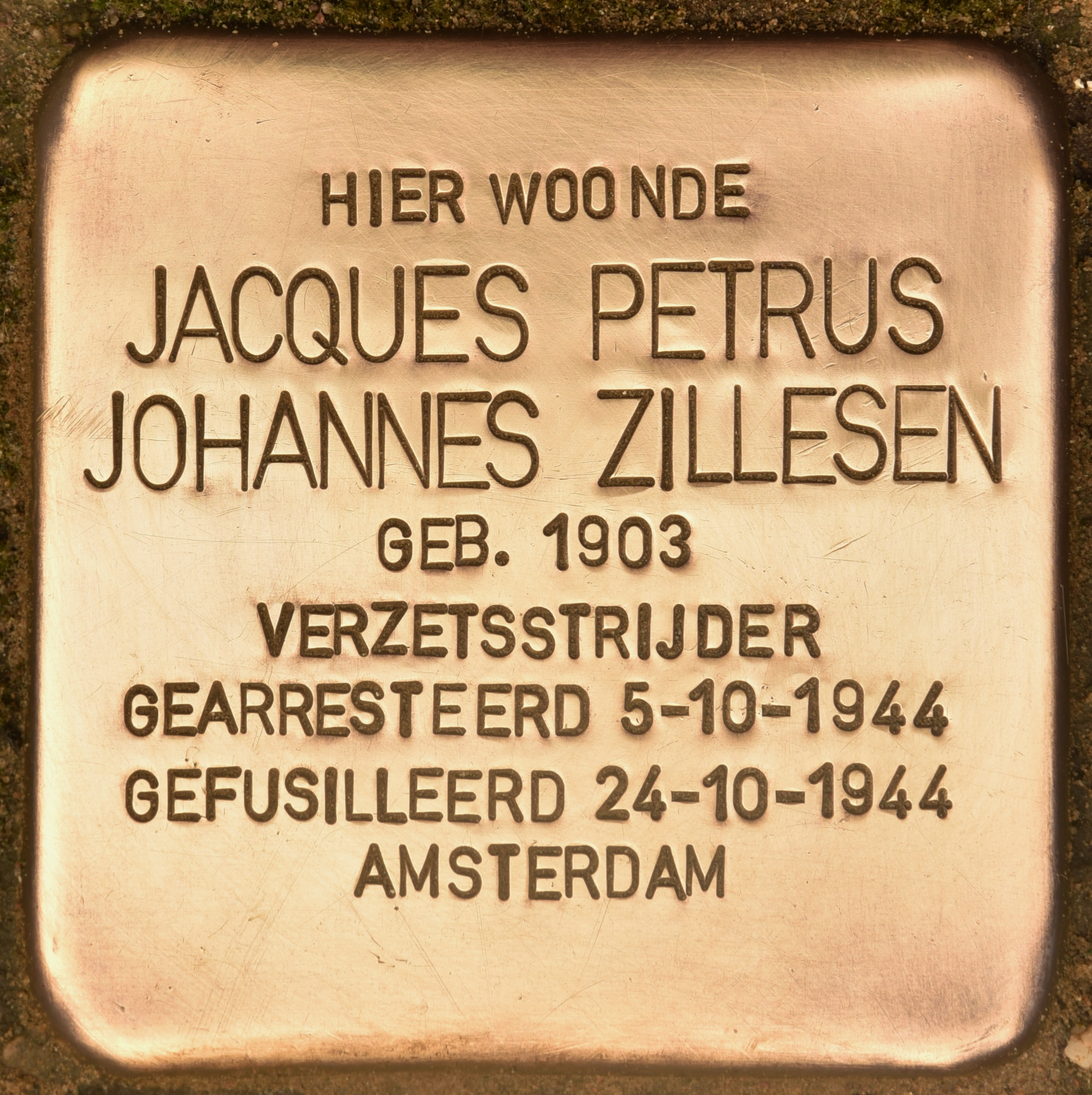
Stolperstein in Amsterdam-Zuid

Jacques Petrus Johannes Zillisen (Utrecht, 28 maart 1903 - Amsterdam, 24 oktober 1944) was een Nederlandse verzetsstrijder en oorlogsslachtoffer.
Jacques Zillisen was ambtenaar en hoofdinformateur sociale zaken van beroep. Tijdens de Tweede Wereldoorlog was Zillisen actief in het verzet en in de illegale pers, hij maakte samen met A.J. Sarluy en Herman Drukker het blad de 'De Duikbode'; vrije wereld nieuws. Daarnaast hielp hij joden. Op 3 oktober 1944 kwam er aan de werkzaamheden een einde en werd hij samen met Herman Drukker gearresteerd. Hij werd gevangengezet in het Huis van Bewaring aan de Weteringschans. Op 24 oktober 1944 werd hij, samen met Herman Drukker en 27 anderen, als represaille voor de aanslag op de Polizei-Angestellter Herbert Oelschlägel gefusilleerd. Later is hij gecremeerd en de as verstrooid. Jacques Zillisen werd 41 jaar. Hij wordt herdacht op een oorlogsmonument in Amsterdam genaamd 'Verzetsgroep'.